# 怪形 (游戏)
《怪形》（中国大陆又译作），又譯《极度惊恐》，是2002年第三人称射击生存恐怖游戏，由Computer Artworks开发，由环球互动公司旗下的黑牌游戏出版公司（Games publishing Label）与科乐美共同发行，對應平台是Windows、Xbox和PlayStation 2。
游戏为1982年同名电影《怪形》的後傳，主角为布莱克上尉：他是美国特种部队的一名成员，受命前往电影中的南极哨所，调查研究小组的遭遇，故事由此展开。

## 玩法
《怪形》的基本游戏操作方法与传统第三人称射击类游戏无异；主角布莱克可以慢跑和射击、蹲伏、与周围的环境设施进行互动、与队员们互动并使用其他军需用品，如手电筒。游戏中存在血液测试器，可测试队员士兵们是否被怪物寄生感染。玩家还可以选择进入第一人称射击模式，以便在战斗中更精确地瞄准目标。但是，在第一人称模式下，角色不能向前后移动。武器主要有冲锋枪、散弹枪、掷弹筒、火焰喷射器等，但是大型变异怪物只能用火焰喷射器才能彻底消灭。游戏諸队员都有不同的胆量指数，如果胆量指数清空，会丧失战斗能力。一般胆量指数取决于周围的环境是否恐怖血腥，恢复胆量指数的办法是用镇定剂，一般情况下镇定剂在游戏中并不常见。

## 剧情
游戏开始于美国在南极洲的31号哨所，時間設定於电影事件发生后不久。主角布莱克是美军特种部队的一名上尉，他跟随特种部队调查小组前往南极挪威基地，调查电影《怪形》中探险小队遭外星生物袭击一事。在几次调查中，布莱克身边的战友、队员，以及考察站的幸存工作人员，大半都被外星生物寄生感染，或者牺牲在美军驻南极部队最高长官惠特利上校手中。惠特利上校实际早被外星生物所感染，其目的就是要将外星生物病毒散布到全世界各地。最终布莱克费劲千辛万苦消灭了全部的外星变异生物，也摧毁了自己上级长官惠特利的阴谋，与一名名叫麦克雷迪的飞行员离开了这片雪白的人间炼狱。

## 反响
本游戏自发售以来得到非常好的评价，遊戲的Windows与PlayStation 2版本都获得了高分好评。